# Liste der Monuments historiques in Longages
Die Liste der Monuments historiques in Longages führt die Monuments historiques in der französischen Gemeinde Longages auf.

## Liste der Bauwerke
| Bezeichnung                     | Beschreibung                                               | Standort                | Kennzeichnung | Schutzstatus   | Datum | Bild |
| ------------------------------- | ---------------------------------------------------------- | ----------------------- | ------------- | -------------- | ----- | ---- |
| Château Sainte-Marie            | Schloss, erbaut in der zweiten Hälfte des 16. Jahrhunderts | (Lage)                  | PA00094373    | Classé Inscrit | 1984  |      |
| Portal der Kirche St-André      | Erbaut im 14. Jahrhundert                                  | (Lage)                  | PA00094374    | Inscrit        | 1979  |      |
| Markthalle und Mairie (Rathaus) | Erbaut 1907                                                | Place du Village (Lage) | PA31000037    | Inscrit        | 1999  |      |